# Påfågeldaggecko
Påfågeldaggecko (Phelsuma quadriocellata) är en ödleart som beskrevs av Peters 1883. Påfågeldaggecko ingår i släktet Phelsuma, och familjen geckoödlor. IUCN kategoriserar arten globalt som livskraftig.
Påfågeldaggecko förekommer på Madagaskar, och är vitt spridd på östra delen av ön, där den lever i skogar och områden med trädgårdar, planteringar och hus. Den finns i både intakt och degraderad skog.

## Underarter
Arten delas in i följande underarter:
- P. q. quadriocellata
- P. q. bimaculata
- P. q. lepida

En fjärde underart P. q. parva har fått status som egen art (Rocha et al. 2010), en indelning som IUCN följer. Genetiska data indikerar enligt Glaw och Vences (2007) att P. quadriocellata utgör ett artkomplex och att taxonomin därför behöver revideras.